# Oh! Calcutta!
Oh! Calcutta! är en avant-garde-musikal eller teaterrevy, skapad av den brittiska dramatikern Kenneth Tynan. Verket, som består av korta stycken av främst sexrelaterade ämnen, hade premiär i New York Off-Broadway 1969, i London 1970 och i Stockholm 1971. 
Föreställningen blev på sin tid mycket uppmärksammad, inte minst då skådespelarna  var nakna. Titeln är hämtad från en målning av Clovis Trouille, O quel cul t'as!, franska för "vilken ända du har!".

## Historia
Kenneth Tynan hade hoppats att Harold Pinter skulle regissera föreställningen, för att ge den en legitimitet av avant-garde, men Pinter avstod.  De olika styckena i föreställningen skrevs av bland andra Nobelpristagaren Samuel Beckett, John Lennon, Sam Shepard, Leonard Melfi, Edna O'Brien, Jules Feiffer och Tynan själv. Peter Schickele, (signaturen PDQ Bach), Robert Dennis och Stanley Walden skrev musiken.  Becketts bidrag, Breath, var en prolog i uppsättningen i New York, men Beckett och även Lennon drog sig senare ur.
Musikalen blev en stor framgång. I London gavs fler än 3 900 föreställningar. En nypremiär på Broadway på Edison Theatre kom i september 1976 och stängde den i augusti 1989 efter nästan 6000 föreställningar. Det blev ett av Broadways mest spelade stycken i historien.

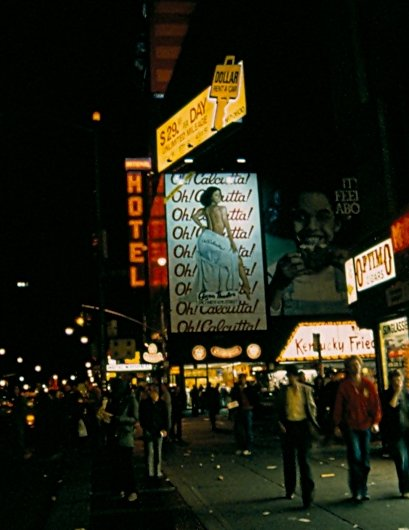
Broadway 1981.

### I Sverige
I Sverige hade föreställningen premiär 17 juni 1971 på Folkan i regi av Hans Bergström med bland andra Tor Isedal, Ulf Brunnberg, Hans Wahlgren, Terje Thoresen, Ann-Mari Max Hansen, Moniqa Sunnerberg, Lena Bergqvist, Helena Fernell, Ann Norstedt och Lisbeth Zachrisson. Åke Arenhill gjorde scenografin och Torsten Ehrenmark översättningen.
Den ansedde teaterkritikern Bengt Jahnssons recension i Dagens Nyheter väckte viss förvåning och är ett ofta citerat tidsdokument som visar vad som då var möjligt att publicera i en ansedd dagstidning.